# Золочівський район
Золочівський район (Золочівщина) — район у Львівській області України, утворений 2020 року. Адміністративний центр — місто Золочів.

## Історія
Район створено відповідно до постанови Верховної Ради України № 807-IX від 17 липня 2020 року. До його складу увійшли: Бродівська, Буська, Золочівська міські, Красненська, Підкамінська, Поморянська селищні Заболотцівська сільська територіальні громади.

## Передісторія земель району
Раніше територія району входила до складу Золочівського (1940—2020), Бродівського, Буського районів, ліквідованих тією ж постановою.